# Tervajärvi (sjö i Finland, Norra Österbotten, lat 65,43, long 28,37)
Tervajärvi är en sjö i Finland. Den ligger i kommunen Taivalkoski i landskapet Norra Österbotten, i den nordöstra delen av landet, 600 km norr om huvudstaden Helsingfors. Tervajärvi ligger 226,8 meter över havet. Arean är 29,5 hektar och strandlinjen är 3,41 kilometer lång. Sjön  ingår i Ijo älvs huvudavrinningsområde. 